# (-)-trans-carveolo deidrogenasi
La carveolo deidrogenasi è un enzima appartenente alla classe delle ossidoreduttasi, che catalizza la seguente reazione:
(-)-trans-carveolo + NADP+ ⇄ (-)-carvone + NADPH + H+